# Herbarium Apuleii Platonici

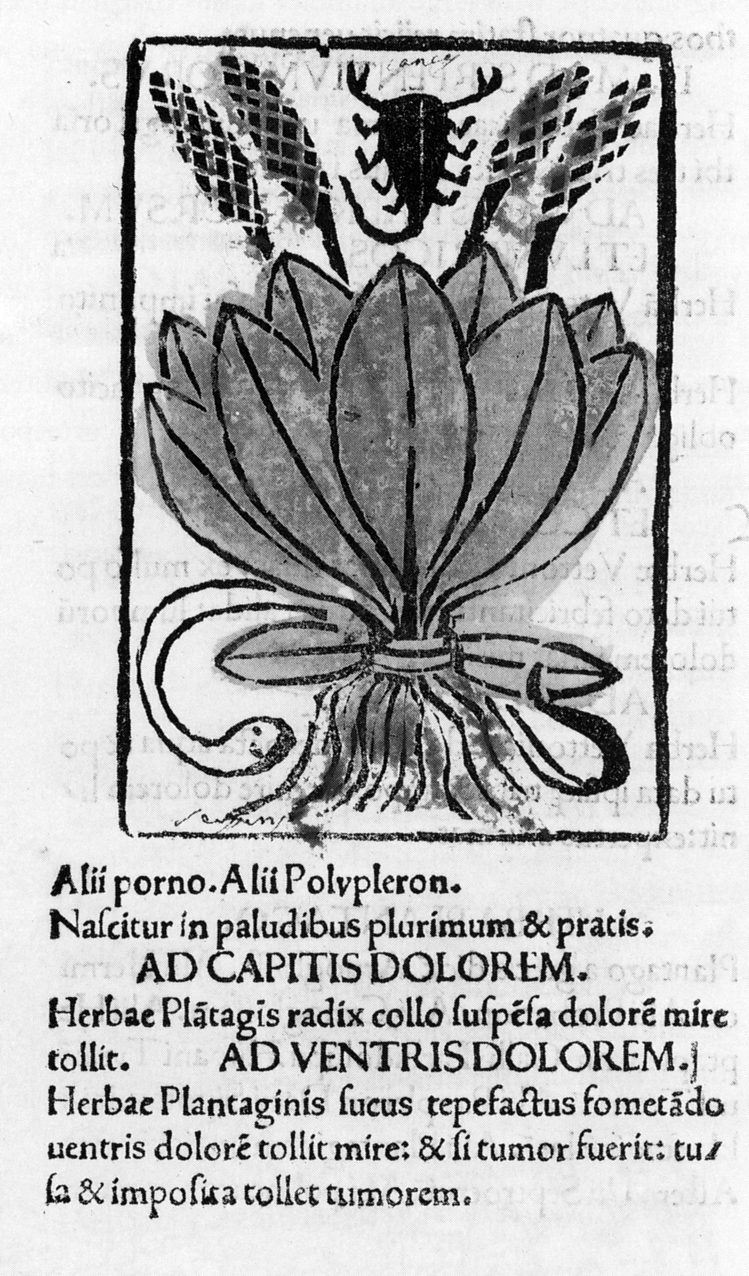
Plantago sp. del Herbarium Apuleii Platonici
usado para dolores de cabeza, desórdenes estomacales, picaduras de serpiente y escorpión

El libro Herbarium Apuleii Platonici es un herbario que representa 131 plantas con su sinonimia y las instrucciones para su uso en la medicina, y fue publicado por primera vez en 1481 en Monte Cassino cerca de Roma por Johannes Filipo de Lignamine, un cortesano de Sicilia y el médico del Papa Sixto IV. Esta fue la primera obra impresa de plantas con numerosas ilustraciones y generalmente se denomina el primer impreso ilustrado a base de hierbas. La historia del trabajo se ha perdido con el paso del tiempo, dando lugar a la especulación sin fin sobre la identidad del autor. Tal vez Apuleyo Platónico fuera un seudónimo de Apuleyo de Madaura en Numidia, nacido en 124ad, mientras que otros autores se refieren a él como Pseudo-Apuleius. Un estudio del libro muestra algunas de las plantas que son endémicas del Norte de África y apoya la idea de que el autor era africano.
Las imágenes son controvertidas y aunque crudas en apariencia, ha sido vista por algunos críticos como sofisticadas aunque de arte romano estilizado. Las diversas texturas de las imágenes han llevado a algunos estudiosos a afirmar que están grabadas en madera, mientras que otros ven evidencias de cortes de metal. Las placas con figuras de serpientes y escorpiones, añadían las plantas que se consideraban como una cura para las picaduras o mordeduras venenosas.
La publicación de este trabajo inspiró al impresor Peter Schöffer en Maguncia, para producir una obra similar. Terminó en latín su libro ilustrado de hierbas que él llamó Herbarius Moguntinus en 1484, a tiempo para la Feria de Pascua en Fráncfort del Meno. Se vendió bien, lo que provocó un segundo herbario, el Gart der Gesundheit (Jardín de la Salud), doce meses más tarde.